# Equitonia
Equitonia processo de desenvolvimento e aproveitamento do potencial humano.
A metodologia sintetiza a integração do Equilíbrio interno com a Sintonia com o ambiente externo. Equitonia é um neologismo, EQUI+TONIA= EQUITONIA. Resultado de 14 anos de pesquisa, análise e integração de conhecimentos para fundamentação científica, que resultou na metodologia chamada “Equitonia”.
A Equitonia foi desenvolvida visando equacionar os desafios pessoais, profissionais e gestão de equipes que usam o talento dos agentes, para aproveitar mais o potencial humano, que está inibido nas empresas.
Benefícios e Vantagens da aplicação da Equitonia:
Pessoal: Conscientiza a dinâmica pessoal única, seus talentos e características como Gente, para serem melhor utilizadas na construção da sua Equitonia e proporcionar o bem-estar em sua atividade.
Profissional: A Equitonia usa potencial inibido do Agente, proporcionando a potencialização de suas competências atuais, desenvolvendo novas competências adequadas à sua atividade profissional. Melhorando o jeito de se relacionar, funcionar, postura, conduta, e contribuir para Equitonia da Equipe. 
Gestão empresarial: Conscientiza o Agente como Gestor e liderança de Equipes, usando a Equitonia como metodologia na Gestão Nuclear, que usa a complementaridade das competências e integração consciente das diferenças com sintonia na missão e desafios, sincronia nos processos operacionais e sinergia na produção de resultados da área, melhorando o desempenho da equipe através da Equitonia.
EQUITONIA UM MÉTODO DE PROSPECÇÃO, INTEGRAÇÃO E DESENVOLVIMENTO DE TALENTOS.
A Equitonia serve para, através do Equitograma, identificar o perfil adequado para a função e Jeito de ser de candidatos no processo de Recrutamento> Seleção> Avaliação, evidenciando os “gaps”, indicando até exercícios específicos para adequar às exigências e desafios da função, e melhorar a sua produtividade. 
A Equitonia é um novo método pragmático para avaliação de desempenho, visando obter a integração, oxigenação de agentes, potencializar e desenvolver o profissionalismo e a produtividade das Equipes. 
A Equitonia visa a complementação das características para integrar e formar equipes multifuncionais... com objetivo motivacional, direcionando o foco para o resultado em ambiente agradável, que promove a integração, criando o clima de confiança, transparência, alegria, agilidade, exigência e flexibilidade, indispensável para melhorar sua Equitonia, comportamento, relacionamento e funcionamento assertivo, para maximizar a produtividade com um maior aproveitamento do potencial de contributividade de cada colaborador, inibido pelo estilo do gestor e pelo modelo de gestão adotado pela organização.
A Equitonia é uma metodologia que identifica o temperamento, a personalidade e o estilo profissional de cada colaborador. A conscientização do seu jeito de ser, proporciona maior compreensão para lidar com os colegas em clima de respeito ao jeito do outro, e a percepção da complementaridade, como potencial a ser aproveitado. Desenvolve talentos para ir além das limitações que se impõem dia.a.dia... A Equitonia desencadeia a equalização entre unidades, células, núcleos e nos processos operacionais e sintetização de contribuições individuais que surgem através de nossa conduta e das relações.
A Equitonia é muito pragmática para construir o equilíbrio interno em sintonia com os diversos ambientes. Os processos são integrados na sua atuação, conforme o ordenamento das suas fichas e sua motivação, vão estabelecendo uma estrutura mental da pessoa como “gente”. Para facilitar e acelerar o aprendizado os métodos adotados pela Equitonia, usam a semiótica, a andragogia e a neurociência. Em cada dinâmica, as unidades possuem a cor, o nome, o número e um desenho, facilitando a memorização, que a pessoa possa aplicar prática, aquilo que seja mais fácil e familiar, quem gosta de números, usará como referência, o mesmo ocorrerá a quem preferir cores ou nomes, assim como os fatores mais atuantes na sua dinâmica.
EQUITONIA INSTRUMENTO DE MELHORIAS CONTÍNUAS E MAIOR DESEMPENHO DE EQUIPES
Além da divisão entre os universos abstrato e concreto, a Equitonia estabelece a ordem dos fatores que torna a sua da dinâmica única. O Equitograma evidencia os papéis que caracterizam o estilo Profissional: fator protagonista, o coadjuvante, o personagem e os figurantes. Outro fator que torna a dinâmica única é a quantificação do seu nível de conscientização, as determinantes e condicionantes do seu Jeito de SER. As intensidades de cada um dos 6 fatores, assim como outros pontos de balanço e equilíbrio, tais como a diferença entre as unidades de fator. A Equitonia ordena as cores quentes><frias, as impares><pares, as abstratas><concretas, representando respectivamente, o que envolve sentimento e espontaneidade; o que envolve discernir e formalidade; objetividade, subjetividade e efetividade na atuação com o biorritmo da sua Equitonia, tendo como prumo desta balança, o nível de conscientização, equilíbrio e sintonia para mudar para ser melhor... A Equitonia instiga a inteligência e estimula a motivação dos profissionais em suas equipes, a desenvolver o processo de melhorias contínuas...
A Equitonia é uma metodologia Pragmática, Participativa e Quântica. Permite ao gestor de uma equipe, montar o Equitograma e identificar a Equitonia da Equipe e quantificar a sua performance para fixar os referenciais e parâmetros, para aferir o potencial a desenvolvido na evolução da Equipe. Cada um dos colaboradores, também terão acompanhamento da sua produtividade individual, seu profissionalismo e sua contributividade, através da avaliação quântica Todos><Todos, percebida pelos colegas, pares e superiores, gerando o Ranking de Desempenho, revelando a sua evolução profissional e contributiva anual. O processo evidencia a evolução da Equitonia de cada um e as competências a serem desenvolvidas e adequadas à sua função. Minimizando seus incômodos, cansaço e estresse; suportando as pressões, tensões e as cobranças naturais, para ser feliz no trabalho, através de processos com base na metodologia Equitonia. 
```
.REFERÊNCIAS BIBLIOGRÁFICAS
```

GOLEMAN, D. Inteligência Emocional. Rio de Janeiro, Editora Objetiva. 1995 
GREGÓRI, W. Os poderes dos seus três cérebros. São Paulo, Editora Pancast. 1994 GREGÓRI, W. Cibernética Social I. São Paulo, Editora Perspectiva. 1988 
NARANJO,C. Os nove tipos de Personalidade. Rio de Janeiro, Editora Objetiva. 1996 
HUNT, D. T. Aprendendo a Aprender. Rio de Janeiro, Editora Nova Era. 2000 
IRALA, N. Controle Cerebral e Emocional. São Paulo, Edições Loyola. 1968 
SEAGAL, S.; HORNE, D. Human Dynamics. Rio de Janeiro, Editora Qualitymark. 1998 
WEIL, P.; TOMPAKOW, R. O Corpo Fala. Petrópolis, Editora Vozes. 2000 
fontes:
```
      
```